# Ней (стихотворение)
Вижте пояснителната страница за други значения на Ней.
„Ней“ е стихотворение на Христо Ботев, което е написано през 1872 г. и е издадено за първи път в „Песни и стихотворения“. Някои изследователи смятат, че съдържанието му е свързано с женитбата на Мария Ив. Горанова, която се омъжва за котленеца Петър Огнянов - богат търговец, значително по-възрастен от нея. Според други - с Параскева Шушулова, която също се омъжва в Калофер по това време. 

## Текст
Питаш ме защо съм аз
дохождал нощя у вас,
как съм скочил през плета
и що щял съм да крада.
Кат мъжът ти не съм стар
да не видя в тъмна нощ:
аз си имам за другар
на поясът остър нож.
Нощ бе тъмна като рог,
примъкнах се като смок:
слушам, гледам – всички спят,
спеше си и ти с мъжът.
Там в градина аз седнах,
в ръка силна нож стиснах:
ще излезе, рекох, той,
ще изпита гневът мой.
Гледам в къщи свещ гори,
вие спите – мен в гърди
силен пламък, яд гори
и гняв ще ме умори.
Впил съм очи във свещта,
а не виждам, че нощта
превали се и мина
и зора се веч сипна.
Славей песен си запя:
с радост среща той зора;
през прозорецът глава
се показа и засмя.
Тебе тутакси познах
и тогаз се чак стреснах;
„Друг път“, славею казах
и през плетът пак скокнах.
Ето защо идвах аз
в тъмна нощ и грозен час:
ще умре един от нас –
ил мъжът ти, или аз! 